# 毛背高冬青
毛背高冬青（学名：Ilex excelsa var. hypotricha）为冬青科冬青属下的一个变种。

## 扩展阅读
- 維基物種上的相關：毛背高冬青